# رود استیر
رود استیر (اوکراینی: Стир; بلاروسی: Стыр; روسی: Стырь) یکی از ریزابه‌های رود پریپیات به درازی ۴۹۴ کیلومتر است. حوضه آبریز ۱۳۱۰۰ کیلومتر مربع است که در دل ناحیه تاریخی وولینیا قرار دارد.
رود استیر از نزدیکی برودی در استان لویو سرچشمه می‌گیرد و پس از گذر از استان ریونه و استان ولین به منطقه بریست کشور بلاروس به رود پریپیات می‌ریزد.
شهرهای نامدار مسیر این رود عبارتند از لوتسک، استاری چورتوریسک و واراش.

## تاریخچه
طی قیام خملنیتسکی نبرد برستچکو میان مشترک‌المنافع لهستان–لیتوانی و کازاک‌های بوگدان خملنیتسکی در سال ۱۶۵۱ میلادی در نزدیکی رود استیر رخ داد.
در جنگ جهانی اول در سال‌های ۱۹۱۵ تا ۱۹۱۶ رود استیر خط میان نیروهای اتریش-مجارستان و امپراتوری روسیه بود.
همچنین هنگام تهاجم آلمان به شوروی در عملیات بارباروسا در ژوئن ۱۹۴۱ میلادی این رود خط مقدم جبهه جنوب به غرب بود.